# Crocallis boisduvalaria
Crocallis boisduvalaria là một loài bướm đêm trong họ Geometridae.